# Вілфред Мотт
Вілфред «Вілф» Мотт (англ. Wilfred «Wilf» Mott) — вигаданий персонаж британського телесеріалу «Доктор Хто», зіграний Бернардом Кріббінсом. Він є дідусем Донни Ноубл, супутниці Десятого Доктора, та батьком Сильвії Ноубл. Він мешкає разом із родиною дочки в Чизіку, Лондон.
Вілфред знову з'явився у фінальних спецвипусках 2009—2010 років як супутник Десятого Доктора.

## Історія
Вілфред Мотт вперше з'явився в епізоді «Мандрівка проклятих» (2007). Доктор і Астрід Пет знайомляться з ним на Святвечір. Вілф продає газети, і він — один із небагатьох, хто насмілився залишитися в Лондоні на Різдво після подій епізодів «Різдвяне вторгнення» та «Наречена, яка втекла». З'ясовується, що він — запеклий монархіст. На його очах Доктор та Астрід телепортуються назад на «Титанік». А коли космічний крейсер загрожує впасти на Лондон, Вілф просто лютує.
В епізоді «Спільники» (2008) з'ясовується, що Вілфред є астрономом-любителем, який вечорами підіймається на пагорб і розглядає зорі в телескоп. Він вірить у іншопланетян і в те, що коли-небудь люди подорожуватимуть серед зір.
У нього гарні стосунки з онукою, яка іноді вечорами приходить до нього, коли хоче втекти від своєї буркотливої матері. Донна небагато розповідає йому про Доктора і каже, що Вілф обов'язково повинен покликати її, якщо одного разу побачить у небі маленьку синю будку.
Після того, як Донна приєднується до Доктора наприкінці епізоду, вони пролітають на TARDIS повз пагорб, на якому зазвичай сидить Вілфред. Коли він заглядає в телескоп, то бачить Донну, яка махає йому рукою, та Доктора в неї за спиною. Вілф дуже радий, що Донна знайшла людину, яку так довго шукала.
В епізоді «План сонтаранців» Вілфред знову зустрічається з онукою та Доктором, якого він уже знає. В цьому ж епізоді пояснюється, чому Вілфа не було на весіллі Донни — того дня він лежав удома з іспанським грипом. Наприкінці серії, коли АТМОС починає випускати смертельний газ, Вілфред опиняється замкненим у родинному автомобілі, а Доктор і Донна намагаються його врятувати. На початку епізоду «Отруєне небо» його рятує Сильвія, розбивши вітрове скло сокирою. Наступного дня Вілфред говорить Донні, що збереже її таємницю і не розповість її матері про Доктора.

### Альтернативна історія
В епізоді «Поверни ліворуч» дія відбувається в альтернативному всесвіті. Доктор гине, на Лондон падає «Титанік», а Вілфреда та його родину як біженців переселяють до Лідсу.
Цей епізод містить багато посилань до військової служби Вілфа — Рокко Колосанто звертається до його «мій капітане» та віддає йому честь. Коли один зі солдатів наставляє зброю на Донну, Вілфред говорить, що за його часів за таке віддавали під трибунал. Коли містера Колосанто забирають до трудового табору, Вілф говорить: «минулого разу ЇХ теж так називали», очевидно, маючи на увазі нацистські концтабори часів Другої світової війни.

### «Вкрадена Земля» та «Кінець подорожі»
В епізоді «Вкрадена Земля» Вілф, узявши з собою дочку, намагається протистояти Далекам. Він гадає, що точний постріл із рушниці для пейнтболу зможе засліпити Далека. Однак, це не допомагає, і в цій небезпечній ситуації Вілфреда та Сильвію рятує Роуз Тайлер.
В епізоді «Кінець подорожі» Доктор розповідає Вілфредові та Сильвії про те, що йому довелося стерти пам'ять Донни про її пригоди. Вілф обіцяє Докторові, що щовечора, коли він дивитиметься на зорі, він думатиме про нього від імені Донни. Після того, Доктор прощається з Вілфредом і відлітає.

### Кінець часу
В епізоді «Кінець часу», Вілфред відіграє важливу роль. Побачивши його в черговий раз, Доктор почав сумніватися, що Вілфред є звичайною людиною. Вілфредові неодноразово являлася загадкова жінка в білому (яка пізніше виявилася Володаркою Часу). В цій серії Вілфред розповідає Докторові про своє минуле: він був рядовим солдатом у Палестині 1948 року. Врешті-решт, саме Вілфред став тим, хто спричинив загибель (регенерацію) Десятого Доктора, виконавши пророцтво — «Він постукає чотири рази». Вілфред опинився замкненим у радіаційній камері, і єдиним способом урятувати його було увійти до іншої камери та переспрямувати ядерне випромінювання туди, що Доктор і зробив. Остання сцена з Вілфредом — весілля Донни та прощання з Доктором.

## Створення персонажа
Вілфреда Мотта було зіграно Бернардом Кріббінсом, який з'являвся у другому телевізійному фільмі «Доктор Хто» «Вторгнення Далеків на Землю» (1966) в ролі Докторового супутника, офіцера Тома Кемпбелла. Кріббінс також прослуховувався на роль Четвертого Доктора 1975 року. Для знімань «Мандрівки проклятих» Кріббінс використовував деякі власні речі, наприклад, червону шапку та значок парашутно-десантного полку.
Після смерті Говарда Еттфілда, який грав роль батька Донни, виконавчий продюсер серіалу Рассел Девіс вирішив замінити персонаж батька дідусем Донни. У свою чергу, продюсер Філ Коллінзон запропонував кандидатуру Бернарда Кріббінса. Спочатку персонажа Кріббінса звали Стеном, однак Девіс перейменував його на Вілфреда та змінив фінальні титри у «Мандрівці проклятих».

## Появи у «Докторі Хто»

### Епізоди
| №    | #     | Назва                                        | Режисер          | Сценарист       | Дата виходу                   | Виробничий код |
| ---- | ----- | -------------------------------------------- | ---------------- | --------------- | ----------------------------- | -------------- |
| 188  | 0     | «Мандрівка проклятих» «Voyage of the Damned» | Джеймс Стронг    | Рассел Т. Девіс | 25 грудня 2007                | 4.X            |
| 189  | 1     | «Спільники» «Partners in Crime»              | Джеймс Стронг    | Рассел Т. Девіс | 5 квітня 2008                 | 4.1            |
| 192а | 4     | «План сонтаранців» «The Sontaran Stratagem»  | Дуглас Маккіннон | Гелен Рейнор    | 26 квітня 2008                | 4.4            |
| 192б | 5     | «Отруєне небо» «The Poison Sky»              | Дуглас Маккіннон | Гелен Рейнор    | 3 травня 2008                 | 4.5            |
| 197  | 11    | «Поверни ліворуч» «Turn Left»                | Грем Харпер      | Рассел Т. Девіс | 21 червня 2008                | 4.11           |
| 198а | 12    | «Вкрадена Земля» «The Stolen Earth»          | Грем Харпер      | Рассел Т. Девіс | 28 червня 2008                | 4.12           |
| 198б | 13    | «Кінець подорожі» «Journey's End»            | Грем Харпер      | Рассел Т. Девіс | 5 липня 2008                  | 4.13           |
| 202  | 17—18 | «Кінець часу» «The End of Time»              | Еврос Лін        | Рассел Т. Девіс | 26 грудня 2009 — 1 січня 2010 | 4.17—4.18      |

### Новели
- Прекрасний хаос (англ. Beautiful Chaos), автор Гарі Рассел, дата виходу 26 грудня 2008